# Nikolai Jefimowitsch Andrianow
Nikolai Jefimowitsch Andrianow (russisch Николай Ефимович Андрианов; * 14. Oktober 1952 in Wladimir; † 21. März 2011 ebenda) war ein sowjetischer Kunstturner.

## Leben
Nikolai „Kolja“ Andrianow wuchs in einfachen Verhältnissen mit vier Geschwistern und einer alleinerziehenden Mutter in Wladimir auf. Durch einen gleichaltrigen Freund kam er relativ spät, erst im Alter von zwölf Jahren, zum Turnsport. Sein Trainer, Nikolai Tolkatschow, wurde zeitlebens zu seinem Ziehvater. Er nahm den nicht leicht zu führenden Andrianow in seiner Wohnung auf, trainierte ihn regelmäßig, woraufhin sich auch seine schulischen Leistungen verbesserten. Er absolvierte die Pädagogische Hochschule in Wladimir in den Fächern Musik und Sport.
Ersten Erfolg erntete das Mitglied der Sportvereinigung Burewestnik im Jahr 1969, als er die sowjetische Schülerspartakiade gewann und ins Juniorennationalteam berufen wurde. Beim Juniorenturnier der sozialistischen Länder in Moskau gewann Andrianow Gold mit der Mannschaft und am Pauschenpferd. 1970 folgten bei einem Jugendwettkampf in Gottwaldov Siege im Mehrkampf, mit der Mannschaft, an den Ringen, am Barren und Reck. Bei den Turn-Weltmeisterschaften 1970 in Ljubljana reiste er als Ersatzmann der sowjetischen Seniorenmannschaft an.
Ersten Erfolg im Seniorenbereich brachten Adrianow seine Leistungen bei den Turn-Europameisterschaften 1971 in Madrid ein, wo er fünf Medaillen gewann, darunter Gold am Pauschenpferd und im Pferdsprung sowie Bronze im Kür-Sechskampf. In der Folge avancierte er zum erfolgreichsten Turner der 1970er Jahre und gewann bei großen Sportwettkämpfen mindestens eine Goldmedaille pro Jahr. Bis 1980 gewann der im Elemente-Repertoire kreative Andrianow 54 Medaillen bei internationalen Sportwettkämpfen, darunter sieben Olympiasiege bei den Spielen von München 1972, Montreal 1976 und Moskau 1980, vier Welt- und neun Europameistertitel. Bei seinen Heimspielen wurde ihm die Ehre zuteil, den olympischen Eid zu sprechen. 1982 beendete Andrianow seine Sportlerkarriere. Später arbeitete er als diplomierter Trainer und trat als Kampfrichter bei internationalen Wettkämpfen in Erscheinung.
Im Jahr 2000 wurde er gemeinsam mit der Rumänin Nadia Comăneci vom Turnweltverband Fédération Internationale de Gymnastique (FIG) zum „Turner des Jahrhunderts“ gewählt. Ein Jahr später wurde er in die International Gymnastics Hall of Fame aufgenommen.
Andrianow war mit der sowjetischen Kunstturnerin Ljubow Burda verheiratet, die 1968 und 1972 Olympiagold mit der sowjetischen Damenriege gewann. Aus der Ehe gingen zwei gemeinsame Söhne (geboren 1974 und 1980) hervor. Bis zu seinem Tod litt er lange Jahre an Multisystematrophie.

## Sportliche Erfolge
Insgesamt gewann Andrianow bei Olympia sieben Mal Gold, fünf Mal Silber und drei Mal Bronze (15 Medaillen). Damit ist er in der ewigen Bestenliste auf Platz 11 und hinter dem Japaner Sawao Katō der erfolgreichste Turner bei Olympischen Spielen. (Stand 2012) Neben den olympischen Erfolgen wurde er vier Mal Weltmeister und neun Mal Europameister.

### Olympische Erfolge
| 1972 - Gold Boden - Silber Mannschaft - Bronze Pferdsprung | 1976 - Gold Zwölfkampf - Gold Boden - Gold Ringe - Gold Pferdsprung - Silber Mannschaft - Silber Barren - Bronze Pauschenpferd | 1980 - Gold Mannschaft - Gold Pferdsprung - Silber Zwölfkampf - Silber Boden - Bronze Reck |

### Weltmeisterschaften
- 1974 an den Ringen
- 1978 im Zwölfkampf
- 1978 an den Ringen
- 1979 mit der Mannschaft

### Europameisterschaften
- 1971 am Pauschenpferd
- 1971 im Pferdsprung
- 1973 am Boden
- 1973 im Pferdsprung
- 1975 im Mehrkampf
- 1975 am Barren
- 1975 am Boden
- 1975 am Reck
- 1975 im Pferdsprung